# Peter Hardy, Baron Hardy of Wath
Peter Hardy, Baron Hardy of Wath, DL (* 17. Juli 1931 in Wath-upon-Dearne, Yorkshire; † 16. Dezember 2003 in Rotherham, South Yorkshire) war ein britischer Politiker der Labour Party und Life Peer.

## Leben und Karriere
Der Sohn eines Bergarbeiters aus Wath-upon-Dearne besuchte die Wath upon Dearne Grammar School. Er studierte auf Lehramt am Westminster College und der University of Sheffield. Später wurde er Abteilungsleiter für Englisch an der County Secondary School in Mexborough.
Nach einiger Zeit als lokaler Councillor, während der er in Wahlkreisen, die generell als sicher für die Konservativen galten, für das Parlament angetreten war, trat er 1970 ins Parlament für den Wahlkreis Rother Valley ein. Als 1983 die Wahlkreise umstrukturiert wurden, wechselte er mit einem Teil seines alten Wahlkreises zum neu gebildeten Wahlkreis Wentworth, welchen er bis zu seinem Eintritt in den Ruhestand 1997 im House of Commons vertrat. Er hatte es niemals auf ein hohes Amt abgesehen und war parlamentarischer Privatsekretär bei Tony Crosland und David Owen. Bei seinen Wählern galt er als populärer und hart arbeitender Abgeordneter. Dies spiegelte sich in der Tatsache wider, dass er, obwohl als Mitglied des rechten Parteiflügels identifiziert worden war, einen gewerkschaftlichen Versuch überstand, ihn gegen einen linksorientierten Kandidaten auszutauschen.
Seine Hauptinteressen waren das Schicksal von Schullehrern und das Leben in der Natur, worüber er ein enormes Wissen hatte. Er war Sponsor zahlreicher das Naturleben betreffende Gesetzesentwürfe im Parlament, darunter den Badger Act (1973) und den Wild Creatures and Wild Plants Act (1975). Während einer nächtlichen Lesung der Felixstowe Docks Bill unterhielt er das Unterhaus mit Eindrücken der Lieder von Vögeln, die durch die Entwicklung bedroht waren.

## Mitgliedschaft im House of Lords
Am 27. September 1997 wurde Hardy zum Life Peer als Baron Hardy of Wath, of Wath-upon-Dearne in the County of South Yorkshire ernannt und war ein aktives Mitglied des House of Lords bis kurz vor seinem Tod.
Außerhalb des Parlaments engagierte er sich im Council der Royal Society for the Protection of Birds und der NSPCC.